# 괴물 부리는 츠나
괴물 부리는 츠나(일본어: 怪物づかいツナ! 가이부쓰즈카이쓰나[*])는 가정교사 히트맨 REBORN!의 외전 만화이다. 작가는 아마노 아키라로 가정교사 히트맨 REBORN!과 동일하다. V점프에 2페이지씩 연재되었으며, 총 8화로 완결되었다. 배경은 가정교사 히트맨 REBORN!의 평행 세계이며, 괴물 부리는 자의 피를 이어받은 츠나가 리보할배의 도움으로 괴물 동료들을 모아서 드라큘라 히바링을 무찌르러 간다는 것이 총줄거리이다. 등장인물들이 2등신의 SD로 나온다. 개그를 주로 하고 있으며 원작과의 캐릭터의 성격이 다르다.

## 등장인물
- 주인공 츠나 (사와다 츠나요시) : 농장에서 일하는 왕따 소년. 하지만 사실은 과거 동료 괴물들과 함께 세계를 구했다고 전해지는 전설 속 '괴물 부리는 자'의 피를 이어받은 용사이다. 이후 리보할배와 함께 동료 괴물들을 모으며 히바링을 무찌르기 위한 모험을 떠나게 된다. 몬몬캔디를 먹으면 하이퍼 모드가 된다.
- 미지의 마법사 리보할배 (리본) : 아주 오랫동안 살아왔기 때문에 박식하다. 츠나의 능력을 알아차리고 히바링을 무찌르라며 등을 떠민 장본인이다. 마법보다 먼저 손이 나간다. 원작의 필살환과 기능이 유사한 자신의 펫인 레온이 뱉어낸 몬몬캔디를 들고 다니며, 이 사탕에는 몬스터 파워가 봉인되어 있어 츠나의 잠들어 있던 괴물 다루는 자의 피를 끓어오르게 한다. 참고로 쓰고 있는 모자는 사실 레온이다.
- 인조인간 료헤이 (사사가와 료헤이) : 프랑켄슈타인 박사의 손자가 만든 인조인간. "극한-!!"이라고 외치면 공격력이 세배가 된다.
- 고양이남자 고쿠데라 (고쿠데라 하야토) : 보름달 같은 물체를 보면 귀가 돋아나 자칭 늑대인간이 된다. 원래는 고양이 인간이다.
- 천둥꼬마 람보 (람보) : 뇌우를 뿌려 사람들을 곤란하게 만드는 천둥님. 인간, 괴롭히기, 알사탕을 아주 좋아한다.
- 쾌활한 좀비 야마모토 (야마모토 타케시) : 자기가 죽은 사람이었던걸 잊어버릴 정도로 활발하고 쾌활한 좀비다. 간혹 머리가 열리면 분홍빛 뇌수가 튀어나와 활기차게 말을 건다. 뇌의 이름은 타케시다.
- 괴물 부리는 무쿠로 (로쿠도 무쿠로) : 츠나의 라이벌. 진짜 용사는 바로 자신이라고 주장하며 츠나 일행의 앞길을 가로막았다. 진짜를 가리자며 결투를 신청했지만 결국 패배한다. 자세히 보면 怪(괴)자가 쓰여진 파인애플 지팡이를 들고 있다.
- 개사나이 켄 (죠시마 켄) : 개사나이 정도가 아니라 완전히 진성 개라서 열심히 구멍 파다가 츠나 일행을 공격하지 못한다.
- 골렘 카키삐 (카키모토 치쿠사) : 안경을 끼고 다닌다. 무쿠로의 명령을 받고 츠나 일행을 공격하려다 안경이 삐끗해서 안 보이는 바람에 그만 실수로 무쿠로를 공격했다.
- 머미(미이라) 크롬 (크롬 도쿠로): 야마모토처럼 뇌수가 튀어나온다. 덕분에 츠나일행을 공격하려던건 수포로 돌아갔다. 뇌 이름은 도쿠로짱.
- 흡혈귀 히바링 (히바리 쿄야) : 이 만화의 최종보스. 드라큘라의 후예로, 압도적인 힘으로 세계를 손에 넣으려 하는 무서운 남자. 입버릇은 "빨아죽인다." 등장할 때 햄버거를 먹으며 등장한다.